# EICAR testovací soubor
EICAR testovací soubor je speciální soubor (obvykle s názvem eicar.com) vytvořený společností EICAR. Je dlouhý 68 bytů, který slouží pro testováni počítačových antivirových programů. Chová se jako virus, ale není jakkoliv nebezpečný.

## Popis
Je to soubor obsahující tento řetězec ASCII znaků.
```
X5O!P%@AP[4\PZX54(P^)7CC)7}$EICAR-STANDARD-ANTIVIRUS-TEST-FILE!$H+H*
```

Je to vykonavatelný kód, spustitelný pod operačními systémy MS-DOS, Windows, nebo pod WINE. Po spuštění zobrazí text EICAR-STANDARD-ANTIVIRUS-TEST-FILE!. Soubor nabízí také
s dalšími příponami a v zazipovaném tvaru. Popisovaný soubor se pro antivirové programy tváří jako známý virus, při detekci jej odhalí jako zavirovaný, odmítnou práci s ním, e-mailové antiviry jen odstraní z příloh a oznámí příjemci, že zpráva byla zavirována. Při práci s tímto souborem dbejte zvýšené opatrnosti, ačkoliv není nebezpečný, je možné, že bez deaktivace antivirové ochrany jej nebudete schopni odstranit.

### Detekce
Antivirové programy jej detekují jako virus pod následujícími jmény:
- EICAR Test-NOT Virus!!! (AVAST!)
- EICAR-Test-File (Kaspersky Lab)
- AR-AV-Test (Sophos)
- EICAR_Test_File (RAV)
- Eicar_test_file (Trend Micro)
- Eicar-Test-Signature (H+BEDV)
- EICAR_Test_File (FRISK)
- EICAR_Test (+356) (Grisoft)
- Eicar-Test-Signature (ClamAV)
- Eicar.Mod (Panda)
- Eicar test file (ESET)
- Eicar test file (AVG)
- EICAR test file (McAfee)